# Абдуллаев, Сейфулло
Сейфулло Абдуллаев (тадж. Сайфулло Абдуллоев; октябрь 1899, Хорог — 8 апреля 1938, Москва) — советский партийный, государственный и политический деятель, второй секретарь ЦК КП(б) Таджикистана (1936—1937), председатель Памирского областного революционного комитета (1924—1925), председатель Исполнительного комитета Совета Автономной области Горного Бадахшана (1925—1926), прокурор Горно-Бадахшанской автономной области, инструктор ЦК ВКП (б) при Мотовилихинском райкоме партии Пермского округа (1928), народный комиссар земледелия Таджикской ССР (1931—1932; 1934—1936), председатель ЦКК КП(б) Таджикистана и народный комиссар РКИ Таджикской ССР (1932—1934), народный комиссар промышленности Таджикской ССР (? — 09.1937), делегат XVII съезда ВКП(б) (26.01 — 10.02.1934), член ЦК и бюро ЦК КП(б) Таджикистана, член ЦИК Таджикской ССР. Расстрелян в 1938 году, реабилитирован посмертно в 1956 году.

## Биография
Сейфулло Абдуллаев родился в Хороге (ныне областной центр Горно-Бадахшанской автономной области (ГБАО) Республики Таджикистан) Ферганской области Российской империи на Памире, в семье земледельца, по национальности таджик. Учился в русско-туземной школе в Хороге (1912—1915): 

В рапорте от 2 января 1910 года подполковник А. В. Муханов (начальник Памирского отряда) писал: С минувшей осени на базарчике в Хороге в специально отстроенном помещении открыта школа для детей туземцев. <…> Лучшими учениками этой школы, были Шириншо Шотемуров, Азизбек Наврузбеков, Сайфулло Абдуллоев, Карамхудо Ельчибеков, Мародусейн Курбонусейнов. <…> В рапорте от 15 октября 1912 года капитан Шпилько писал: «Обходительное обращение с детьми, хорошее питание и новизна школьной обстановки, очевидно, нравилось таджикам: школа стала пользоваться хорошей репутацией и желающих отправить своих детей в школу находилось достаточно».— 
Служил в воинской части царской армии на Ишкашимском посту (абсолютная высота 2600 м) на Памире (1916—1918). С 1919 по ноябрь 1920 года был помощником начальника партизанского отряда Памир:

В период ожесточённой борьбы с басмачеством население по собственной инициативе стало организовывать партизанские отряды. Основными организаторами Красных Памирских партизан (1919 г.) являлись Сайфулло Абдулло … 
В 1921 году перешёл в Особый отдел Памирского отряда ВЧК, стал членом РКП(б) с января 1922 года, с сентября 1922 года — секретарь Исполнительного комитета Хорогского волостного Совета Ферганской области Туркестанской АССР, с января по август 1924 года — член Военно-политической тройки на Памире. В одном из своих очередных писем на имя Президиума ТурЦик Шириншо Шотемур отмечает: 

«… Возможно ни в одной местности Советской Республики так особого значения и необходимости нахождения войсковой части не имеется, как на Памире, где уполномоченный ОГПУ являлся начальником отряда и членом Военно-политической тройки Памира»
С 27 августа 1924 по 12 ноября 1925 года председатель Памирского областного революционного комитета, затем с ноября 1925 по октябрь 1926 года С. Абдуллаев председатель Исполнительного комитета Областного Совета Автономной области Горного Бадахшана, одновременно заведующий Организационным отделом Памирского партийного бюро ЦК КП(б) Узбекистана (1925 — 05.1926), с мая 1926 по 1928 год заведующий Агитационно-пропагандистским отделом Памирского областного партийного бюро ЦК КП(б) Узбекистана (кандидат в члены Оргбюро ЦК КП(б) Узбекистана по Таджикской области (1926—1927)), одновременно прокурор Горно-Бадахшанской автономной области (10.1927 — 3.09.1928).
В 1928 году он поступает в распоряжение ЦК ВКП (б) и направляется на производственную работу в Уральский обком ВКП(б), где работал инструктором ЦК ВКП (б) при Мотовилихинском райкоме партии Пермского округа, Уральской области, по другим данным одновременно находился на производственной работе в Уральской области для приобретения необходимых умений, опыта практической работы по совершенствованию организации управления промышленностью.
С октября 1929 по август 1930 года назначен ответственным секретарём Гиссарского окружного комитета КП(б) Узбекистана, одновременно выполнял обязанности заведующего Отделом кадров ЦК КП(б) Таджикистана (10.1929—1931), с начала 1931 по апрель 1932 года — народный комиссар земледелия Таджикской ССР, с апреля 1932 по январь 1934 года — член Секретариата ЦК КП(б) Таджикистана по снабжению, одновременно с сентября 1932 по январь 1934 года выполнял обязанности председателя Центральной контрольной комиссии (ЦКК) КП(б) Таджикистана и обязанности народного комиссара Рабоче-крестьянской инспекции (РКИ) Таджикской ССР, с апреля 1934 по август 1936 года — вновь народный комиссар земледелия Таджикской ССР.
На V пленуме ЦК КП(б) Таджикистана 17 — 20 августа 1936 года Абдуллаев Сейфулло был избран вторым секретарём ЦК КП(б) Таджикистана и делегатом XVII съезда ВКП(б), по другим данным Абдуллаев Сейфулло одновременно работал народным комиссаром Народного комиссариата местной промышленности Таджикской ССР (? — 09.1937), где он проявил себя искусным организатором и управленцем по подъёму и хозяйственному возрождению промышленности в Таджикистане. Сейфулло Абдуллаев неоднократно избирался членом ЦК и Бюро ЦК КП(б) Таджикистана, членом ЦИК Таджикской ССР.
Абдуллаев Сейфулло являлся одним из основателей Советской власти на Памире и в Таджикистане, молодой Советской республике.

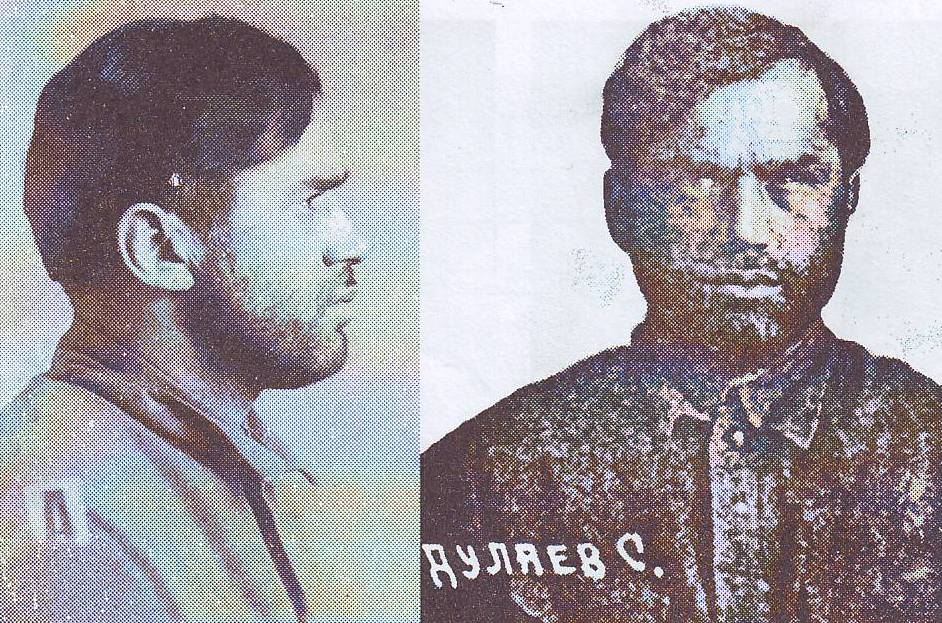
Фото Абдуллаева С. из уголовного дела

В октябре 1937 года было выпущено постановление II пленума ЦК КП(б) Таджикистана, в котором говорится: 

«Враги таджикского народа — буржуазные националисты, правые троцкисты, пробравшись на основные партийные и советские посты (Ходжибаев, Рахимбаев, Шотемор, Ширинов, Хасанов, Масаидов, Исмаилов, Абдуллаев, Максумов и др.), под прикрытием Ашурова и Фролова и по заданиям иностранных разведок всеми средствами скрывали успешный ход социалистического строительства Таджикистана, вредили в промышленности, в сельском хозяйстве, других областях хозяйственного и культурного строительства…»
Петров Никита Васильевич, доктор исторических наук — эксперт Комиссии Верховного Совета РФ по приёму-передаче архивов КПСС и КГБ на государственное хранение (1991) так относится к этому факту: 

 «Насколько я знаю, только Рахимбаев знал немецкий язык и один раз находился в зарубежной командировке. Остальные, кроме родного и русского, других языков не знали, за пределы страны не выезжали, были лишь в Москве. Как они могли сотрудничать с иностранными разведками?»
Арестован 12 сентября 1937 НКВД ТаджССР. Внесен в сталинский расстрельный список от 3 февраля 1938 года «Москва-центр» по 1-й категории («за» Сталин, Молотов, Каганович). Осужден к ВМН ВКВС СССР 7 февраля 1938 г. по ст.ст. 58-1а, 58-7, 58-8, 58-11 УК РСФСР. Расстрелян 8 февраля 1938 года. Место захоронения — спецобъект НКВД «Коммунарка», Московской области (24-й километр Калужского шоссе, ныне — в черте города Москвы). Реабилитирован посмертно Военной коллегией Верховного суда СССР 29 декабря 1956 года.

## Награды
- Награждён орденом Трудового Красного Знамени одним из первых в Советском Союзе, свидетельство № 47[4].

## Память
- На родине, на Памире, в Горно-Бадахшанской Автономной области, в Верхнем Хороге его имя присвоено Средней школе № 8 города Хорога;
- В 2004 году в Хороге был открыт памятник Сейфулло Абдуллаеву — бронзовый бюст на постаменте на главной площади, перед зданием Хукумата (правительства) ГБАО;
- В Хороге его имя носит одна из улиц и джамоат (микрорайон);
- В школе № 8 города Хорога, создан музей Сейфулло Абдуллаева.